# 横野村 (岐阜県)
横野村（よこのむら）はかつて岐阜県郡上郡に存在した村である。
現在の郡上市和良町横野に該当する。
村名は、前身の村の名から一文字ずつとった、合成地名である。

## 歴史
- 1875年（明治8年） - 横井村と下野村が合併し、横野村となる。
- 1889年（明治22年）7月1日 - 町村制により横野村が発足。
- 1894年（明治27年）7月21日 - 鹿倉村、宮代村、野尻村、三庫村、宮地村、沢村、法師丸村、下洞村、土京村、方須村と合併し和良村が発足。同日横野村廃止。